# WAYPOINT E.P.
『WAYPOINT E.P.』は、cinema staffの通算5枚目、メジャー4枚目のシングル。2015年10月28日に、ポニーキャニオンからリリースされた。

## 概要
シングルとしては前作「great escape」から、約2年ぶりのリリースである。
リードトラック「YOUR SONG」はNHK岐阜放送局開局75周年を記念したドラマ「ガッタン ガッタン それでもゴー」の主題歌として書き下ろされ、プロデューサーに江口亮を迎えている。また、この作品の発売を記念して、東京、岐阜、愛知、大阪の４都市を回るフリーライブイベントが敢行された。
初回限定版DVDには同年6月26日にZeep DiverCity TOKYOにて行われた「blueprint」レコ発ツアーファイナルの模様が収録されている。

## 収録曲
1. YOUR SONG [5:52]
  - 作詞：三島想平、作曲：cinema staff、編曲：cinema staff / 江口亮
  - NHKドラマ『ガッタン ガッタン それでもゴー』主題歌。アレンジャーはメンバーと同じく岐阜出身である江口亮が担当。
2. AIMAI VISION [4:36]
  - 作詞：三島想平、作曲：cinema staff、編曲：cinema staff
  - 10年前から存在している曲。原曲は三島が高校生の時に宅録で作ったものである。
3. RIDICULOUS HONOR [3:07]
  - 作詞：三島想平、作曲：cinema staff、編曲：cinema staff
  - タイトルには「馬鹿げた名誉」という意味が込められている。[4]

### DVD
LIVE DVD
「blueprint」 release tour "land=ocean"@Zepp Divercity 